# Kromatografi
Kromatografi er en kemisk teknik, der anvendes til at adskille stoffer i en prøve. Ved metoden passeres prøven igennem en kolonne, hvis inderside og fyld (kolonnemateriale) har en affinitet til stofferne, der skal adskilles. Ved at passere prøven igennem kolonnen vil stofferne have forskellige retentionstider afhængigt af stoffernes affinitet til kolonnen og derved adskilles. Der findes flere forskellige typer af kromatografi. Nogle af disse er listet herunder .
Absorbtions kromatografi: Ved denne type af kromatografi, absorberes prøven på overfladen af den stationære fase (overfladen på kolonnen).
Partitions kromatografi: En sektion af kolonnen er opbygget som en serie af små rør, således at det kun er molekyler af bestemt størrelse, der kan passere igennem.
Kationbytnings kromatografi: Her anvendes ioners ladning til at skabe affinitet til kolonnens overflade, der er coatet med en polær eller upolær overflade, der vil udgøre den stationære fase.
Gelfiltering: Benyttes til at tiltrække en bestemt størrelse af molekyler. Kolonnen har en vævet overflade, der binder mindre molekyler, uden at påvirke større molekyler (kaldes også molekylær udelukkelseskromatografi).
Affinitetskromatografi: Kolonnen er coatet med et molekyle, som har affinitet til én slags molekyle i en prøve. Denne type af kromatografi anvendes hyppigt til isolering af enzymer.